# Balmaceda vera
Balmaceda vera is een spinnensoort uit de familie van de springspinnen (Salticidae).
De wetenschappelijke naam van de soort werd in 1917 gepubliceerd door Cândido Firmino de Mello-Leitão.